# Environmental Health Perspectives
Environmental Health Perspectives (EHP) est une revue scientifique publiée mensuellement en anglais par l'Institut national des sciences de la santé environnementale (National Institute of Environmental Health Sciences) des États-Unis. Elle est financée par des fonds fédéraux américains et ainsi gratuite pour les lecteurs et pour les chercheurs qui y publient leurs travaux.

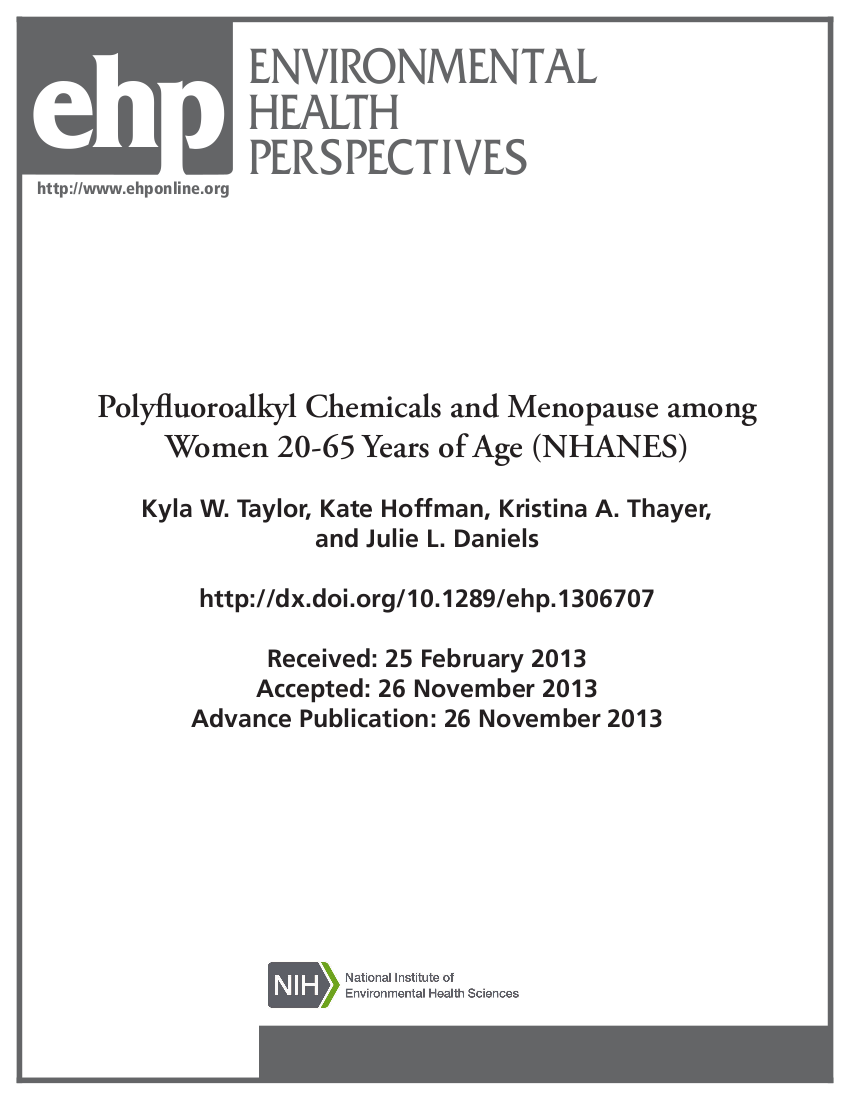
Page couverture d'un article.

Elle est selon le New York Times « la première revue sur la santé environnementale ». Le Monde la décrit comme « la plus ancienne des revues consacrées à l’étude des liens entre l’environnement et la santé et l’une des plus réputées pour sa rigueur dans le processus de sélection des travaux qu’elle publie ». Elle a défini les « perturbateurs endocriniens » en 1993, et a publié de nombreux travaux sur les conséquences du changement climatique sur la santé.
EHP suspend ses publications en 2025, en même temps qu'une autre revue financée par le gouvernement américain, Journal of Health and Pollution (JHP) , après avoir reçu, comme de nombreux autres journaux scientifiques dont le très prestigieux New England Journal of Medicine, une lettre menaçant du procureur fédéral du district de Columbia, Edward R. Martin (en), un fidèle de Trump, les accusant de prendre des positions non neutres dans différents débats scientifiques.